# Гаобэйдянь
Гаобэйдя́нь (кит. упр. 高碑店, пиньинь Gāobēidiàn) — городской уезд городского округа Баодин провинции Хэбэй (КНР).

## История
При империи Тан в 832 году здесь был создан уезд Синьчэн (新城县). При империи Мин он был передан из состава области Чжочжоу под непосредственное управление Баодинской управы (保定府).
В августе 1949 года был образован Баодинский специальный район (保定专区), и уезд вошёл в его состав. 20 декабря 1958 года он был присоединён к уезду Чжосянь, но в 1962 году воссоздан. В 1968 году Баодинский специальный район был переименован в Округ Баодин (保定地区). В 1970 году правление уезда переехало из посёлка Синьчэн в посёлок Гаобэйдянь. В 1993 году уезд Синьчэн был преобразован в городской уезд Гаобэйдянь. Постановлением Госсовета КНР от 23 декабря 1994 года округ Баодин и город Баодин были расформированы, а на их территории был образован Городской округ Баодин.

## Административное деление
Городской уезд Гаобэйдянь делится на 5 уличных комитетов, 6 посёлков и 4 волости.